# Michèle Dionne
Pour les articles homonymes, voir Dionne.
Michèle Dionne, née le 22 juillet 1957 à Sherbrooke, est la femme de Jean Charest, 29e Premier ministre du Québec.

## Biographie
Michèle Dionne est détentrice d'une maîtrise en orthopédagogie de l'Université de Sherbrooke, université siégeant dans sa ville natale. En 1980, elle épousa Jean Charest, alors sur le point de devenir avocat. Ils ont trois enfants dont Antoine Dionne Charest.
Elle est bénévole pour la Croix-Rouge depuis 1999. En septembre 2010, elle sort le livre Missions relatant, à l'aide de photographies, les différentes missions qu'elle a effectuées au nom de l'organisme.
Le fonds d'archives de Michèle Dionne (P942) est conservé au centre BAnQ Vieux-Montréal de Bibliothèque et Archives nationales du Québec

## Publications
- Michèle Dionne, Missions, La Presse, septembre 2010 (ISBN 978-2-923681-38-2)Recueil de photographie sur ses différentes missions avec la Croix-Rouge

## Récompenses
- 2010 : Prix du Mérite estrien
- 2012 : Ordre de la Croix-Rouge